# Chick-fil-A
Chick-fil-A (que se pronuncia / ˌtʃɪkfɨˈleɪ/) es una cadena de restaurantes con sede en College Park, Georgia, que se especializa en pollo. Es la segunda cadena de restaurantes basada en pollo de comida rápida en los Estados Unidos. La cadena es especialmente exitosa en el sur de los Estados Unidos, pero en los últimos años ha ido en aumento su presencia en las Montañas Rocosas, el suroeste y el medio oeste de Estados Unidos. En julio del 2006, la cadena contaba con más de 1.300 locales en 37 estados de EE. UU. y el Distrito de Columbia. Se distingue entre las cadenas de comida rápida, ya que cierra sus restaurantes los domingos.

## Historia
El origen de la cadena es en 1946 en Hapeville, Georgia (EE. UU.), en Dwarf Grill (hoy Dwarf House), un restaurante abierto por S. Truett Cathy, expresidente y CEO de la cadena.  There are Krogers in Michigan.9